# Angela Burdett-Coutts
Angela Georgina Burdett-Coutts, primera baronessa Burdett-Coutts (21 d'abril de 1814 – 30 de desembre de 1906), nascuda Angela Georgina Coutts Burdett, filla del baronet Sir Francis Burdett i de Sophia Coutts, filla del banquer Thomas Coutts, fou una filantropa britànica. El 1837 esdevingué una de les dones més riques d'Anglaterra en heretar la fortuna del seu avi matern (aproximadament 1,8 milions de lliures esterlines) després de la mort de la segona esposa d'aquest, l'actriu Harriot Mellon. Aconseguí l'autorització reial per ajuntar els seus dos cognoms i, quan es casà als 67 anys amb el seu secretari americà de 29, aquest esdevingué Mr. Burdett-Coutts.
Fou una gran col·leccionista d'art i molt amiga de personatges com Charles Dickens i el Duc de Wellington. Del rei Eduard VII es diu que parlava d'ella com, "després de la meva mare, la dona més excepcional de tot el regne".
Llur activitat filantròpica fou immensa i molt diversificada: rehabilitació de prostitutes, promoció de l'educació i la sanitat a les colònies, ajuda al sector pesquer irlandès, prevenció del maltractament infantil i dels animals, ajuda als refugiats de la Guerra russoturca, construcció d'esglésies i escoles parroquials, així com fonts públiques i alguns monuments, fundació d'una escola d'art a Westminster i construcció d'habitatges socials i equipaments al barri londinenc de l'East End, entre d'altres. Va finançar, entre d'altres, l'activista Florence Nightingale, creadora de la infermeria. Al llarg de la seva vida donà més de tres milions de lliures i fou premiada per la Reina Victòria amb la baronia de Burdett-Coutts, i també amb les claus de la ciutat de Londres i d'Edimburg. Fou enterrada a l'Abadia de Westminster.
No va deixar herència i la baronia s'extingí amb ella. Charles Dickens li dedicà la novel·la Martin Chuzzlewit.